# Uruguay Graffigna
Uruguay Gustavo Graffigna Banhoffer (Montevideo, 14 de enero de 1948 - Quillota, Región de Valparaíso, 12 de marzo de 2021) fue un futbolista uruguayo-chileno. Jugaba de delantero y su primer equipo fue El Tanque Sisley de Uruguay. Fue hermano del también jugador Pedro Graffigna.

## Trayectoria
Hizo divisiones inferiores en Defensor de Montevideo pero inició su carrera en El Tanque Sisley.
En 1968 fue pedido para reforzar al club chileno Unión La Calera pero no fue aceptado, por lo que acabaría fichando por San Luis de Quillota. Ese mismo año se convirtió en el goleador y fue nominado como el jugador revelación del torneo de la Segunda División chilena.
En 1971 pasó a integrar el plantel de Unión San Felipe, donde bajo la dirección de Luis Santibáñez se tituló campeón de la Primera División de Chile. Fue considerado el mejor jugador del campeonato de Primera División por la prensa especializada. 
En 1972 ficha en Unión Española y en 1973 emigró a México, para jugar por el Pachuca y el Atlético Español.
En 1974 retornó a Chile por unos meses, para jugar en Aviación, emigrando luego al fútbol estadounidense, donde es contratado por Los Angeles Aztecs (donde jugó con el nombre de Uri Banhoffer). Con el club estadounidense se tituló campeón de la NASL en 1974, tras vencer en la final a Los Toros de Miami en el Orange Bowl de la misma ciudad. Ese partido fue el primero televisado por la cadena televisiva CBS. En ese equipo compartió el plantel con los defensores argentinos Mario Zanotti y Ricardo De Rienzo.
El 23 de junio de 1975 Los Ángeles Aztecs juega contra el Cosmos de New York (equipo donde jugaba Pelé), anota tres goles y es la figura del partido. Sale lesionado faltando nueve minutos pero en el camarín lo visita un asistente del Club Cosmos, el cual le trae una camiseta autografiada por el astro brasileño. 
A finales de 1975 emigró a Europa para fichar en el PEC Zwolle de los Países Bajos, donde jugó con el nombre de Yuri Banhoffer durante cuatro temporadas, siendo campeón de la Eerste Divisie en la temporada 1977–78. Además fue subcampeón de la Copa de los Países Bajos de 1976–77.
En 1979 nuevamente regresa a Chile, jugando la segunda rueda del Campeonato Nacional por Santiago Morning. En 1980 retornó a San Luis de Quillota, titulándose campeón del Torneo Apertura de Segunda División y de Segunda División integrando la delantera con Patricio Yáñez.
Finalizó su carrera en 1984, defendiendo los colores de Iberia de Los Ángeles.
Tras su retiro fue entrenador de los clubes San Luis, Cobreandino, Quintero Unido y Municipal Limache.
Falleció el 12 de marzo de 2021 en la ciudad de Quillota, siendo despedido por los hinchas que llegaron hasta la sede del club.

## Clubes
| Club               | País           | Año       |
| ------------------ | -------------- | --------- |
| El Tanque Sisley   | Uruguay        | 1966-1967 |
| San Luis           | Chile          | 1968-1970 |
| Unión San Felipe   | Chile          | 1971      |
| Unión Española     | Chile          | 1972      |
| Pachuca            | México         | 1973      |
| Atlético Español   | México         | 1973      |
| Deportes Aviación  | Chile          | 1974      |
| Los Angeles Aztecs | Estados Unidos | 1975      |
| PEC Zwolle         | Países Bajos   | 1976-1978 |
| Santiago Morning   | Chile          | 1979      |
| San Luis           | Chile          | 1980-1983 |
| Iberia             | Chile          | 1984      |

## Palmarés

### Campeonatos nacionales
| Título                                 | Club               | País           | Año     |
| -------------------------------------- | ------------------ | -------------- | ------- |
| Primera División                       | Unión San Felipe   | Chile          | 1971    |
| North American Soccer League           | Los Angeles Aztecs | Estados Unidos | 1974    |
| Eerste Divisie                         | PEC Zwolle         | Países Bajos   | 1977/78 |
| Torneo de Apertura de Segunda División | San Luis           | Chile          | 1980    |
| Primera B                              | San Luis           | Chile          | 1980    |